# Magnus Biermer
Magnus Biermer (født 22. november 1861 i Bern, død 25. februar 1913) var en tysk socialøkonom.
Biermer var Dr. philos. & jur., siden 1900 professor i Giessen. Blandt hans mange skrifter, der for største delen omhandler penge- og bankvæsen, samt handels- og socialpolitik, skal fremhæves: Die Goldwährung (1898), Fürst Bismarck als Volkswirt (1899), Vorlesungen über Geld- und Währungsfragen (1901), Grundzüge der Sozial- und Gewerbepolitik (I—III, 1901—02), Die Entwickelung des deutschen Notenbankwesens (1903), Die deutsche Geldverfassung (3. oplag 1908), Teuerung und Geldwert (1912). Biermer tilhørte politisk det nationalliberale parti.